# Кастельфранко-Венето
Кастельфра́нко-Ве́нето (итал. Castelfranco Veneto, вен. Casteło, Casteo) — коммуна в Италии, располагается в провинции Тревизо области Венеция.
Население составляет 31 480 человек, плотность населения — 630 чел./км². Занимает площадь 50 км². Почтовый индекс — 31033. Телефонный код — 0423.
Покровителем коммуны почитается святой Либералий из Анконы, празднование 27 апреля.

## Города-побратимы
- Гуэлф, Канада

## Достопримечательности
- Мадонна Кастельфранко